# Ultimate Spider-Man (videogioco)
Ultimate Spider-Man è un videogioco del 2005 pubblicato dalla Activision per varie piattaforme, facente parte della versione Ultimate dell'Uomo Ragno, Ultimate Spider-Man. Il gioco replica fedelmente quanto narrato nel fumetto, con l'unica differenza che Silver Sable conosce la vera identità di Spidey, al contrario dei fumetti.

## Trama
Il gioco inizia con un riepilogo dell'intera serie Ultimate Spider-Man fino a Venom: viene infatti spiegato come Peter venne morso dal ragno modificato, diventando così Spider-Man, oltre che la storia dell'ultimo esperimento di suo padre, insieme al padre del suo amico di infanzia Eddie Brock. I due padri erano scienziati e lavoravano ad una "tuta" capace di curare il cancro (il Progetto Venom), ma furono costretti a firmare un contratto con Bolivar Trask e a interrompere le loro ricerche. Spidey decise di raggiungere il laboratorio del padre per ultimare il progetto Venom, ma la tuta gli sfuggì di mano e si attaccò a lui, donandogli capacità notevolmente migliorate, ma anche condizionandolo mentalmente. Rendendosi infine conto che la tuta lo stava consumando, Spidey se ne liberò, ma essa si attaccò a Eddie. Pertanto, Peter sarà costretto a scontrarsi con Eddie, oramai totalmente consumato da Venom (evento che corrisponde nella serie a fumetti con Ultimate Spider-Man n. 38 in lingua originale). Dopo un duro scontro, Peter sconfiggerà Venom e lo abbandonerà fuggendo dalla polizia. Alcuni mesi dopo, durante una "normale" giornata di Peter, che funge anche da tutorial, Spidey dovrà vedersela come di consueto con alcuni criminali e poi con il supercriminale Shocker, che tuttavia sconfiggerà facilmente. Dopo una veloce gara con Johnny Storm, inizia una breve sequenza in cui verrà mostrato che fine ha fatto Venom, sequenza che fungerà da tutorial per le missioni con quest'ultimo, ovviamente allo scontro con Peter e libero quindi di cercare prede da divorare per le strade di Manhattan. Si assisterà infatti ad una "serata di caccia" di Venom, durante la quale incontrerà Wolverine, che sconfiggerà in un sanguinoso scontro.
Più tardi, Spidey si metterà all'inseguimento di Rhino, supercriminale che di recente sta seminando distruzione per la città. Dopo averlo sconfitto, Spidey scoprirà che la sua corazza è stata fabbricata dalle Trask Industries, comandate da quello stesso uomo che voleva sottrarre le ricerche di suo padre. Quella stessa sera i mercenari di Silver Sable, assoldati da Trask, tenteranno invano di catturare Venom. Successivamente Peter, in visita ad un museo, avvertirà uno strano ed intenso dolore alla testa, come se il suo senso di ragno fosse impazzito. Questi dolori sono in realtà causati dalla presenza di Venom, venuto al museo a "fargli visita"; nonostante un vantaggio iniziale di Spidey, questi viene poi colto di sorpresa da Eddie/Venom e immobilizzato. A questo punto intervengono Sable e i suoi uomini, i quali hanno scoperto la debolezza della tuta nei confronti dell'elettricità, cosa che sfrutteranno per catturarlo. In seguito Eddie si sveglierà in una prigione, al cospetto di Trask, che intende richiedere la sua collaborazione per eseguire dei test su Venom. Il primo test consiste nel rincorrere Electro fino a Times Square, dove apparirà Spidey intento a fermare entrambi, per poi venire tramortito da un potente colpo di Electro. Venom avvertirà strani sintomi in presenza di Spidey, cosa che lo spingerà a difenderlo da Electro in un lungo scontro che vedrà Venom emergere vittorioso. Improvvisamente irromperà lo S.H.I.E.L.D. che, nel tentativo di catturare Venom, provocherà una breve fuga di quest'ultimo, che verrà nuovamente catturato da Sable. Mentre che Spidey scopre poi che le sue cellule sono legate al simbionte Venom, Eddie confessa a Trask di aver avvertito uno strano legame con Spidey, sensazioni che Venom provava solo in presenza di Peter Parker. Rivelata l'identità di Spidey, Eddie sarà portato da Sable su un aereo per individuare e catturare Peter, ma Eddie si trasforma improvvisamente in Venom e attacca Sable e i suoi uomini, per poi fuggire.
Spidey intanto viene attaccato dal misterioso Scarabeo, ma il loro inseguimento si conclude in un palazzo in costruzione, dove Scarabeo viene sconfitto da Spidey e fugge all'Ambasciata latveriana. Spidey viene contattato da Nick Fury, che gli chiederà di non interessarsi alla questione latveriana, ma Spider-Man raggiunge l'ambasciata e viene attaccato da Goblin, liberato dallo Scarabeo. Spider-man insegue e sconfigge Goblin, che poi viene arrestato da Sharon Carter.
Venom raggiunge e sconfigge invece Scarabeo, ma a questo punto Peter viene rapito da Silver Sable, che conosce la sua vera identità. Privo della sua identità da supereroe, Peter, salvando delle persone, affronta e sconfigge Sable, che viene poi catturata da Venom. Spidey si mette quindi all'inseguimento di Eddie, ma durante lo scontro i due vengono catturati e rinchiusi in un laboratorio in celle separate. Venom affronta e sconfigge il ragno-Carnage, assorbendone il simbionte e ottenendo il simbolo bianco sul petto. Spidey, che era in realtà stato trasformato in Carnage, raggiunge Bolivar Trask e ottiene i documenti sui suoi genitori, ma viene attaccato da Venom, che Spidey affronta e sconfigge, proteggendo Trask. Nei filmati finali, Peter, leggendo i documenti sui genitori suoi e di Eddie, scopre che quello che aveva distrutto l'aereo sul quale si trovavano i genitori di Parker era in realtà il padre di Eddie con il costume Venom. Tempo dopo, mentre Peter si riunisce con Mary Jane, vediamo Eddie e Trask, entrambi tratti in arresto e posti nella stessa prigione, ma Eddie, trasformatosi in Venom, uccide Trask, colpevole di aver avuto solo tre anni in una prigione "di lusso", come la definisce Eddie stesso.

## Modalità di gioco

### Bonus ottenibili
Nel gioco vi sono molti bonus ottenibili, tra cui la possibilità di giocare nei panni di Venom, sbloccabile finendo il gioco e utilizzabile scegliendo la modalità cambia eroe, oppure un totale di costumi sbloccabili sbloccando completando i vari obiettivi di gare, gettoni, emergenze, e tour vigilante:
- wrestling, uguale a quello classico, ma senza ragnatele e senza ragno;
- costume da Peter Parker incappucciato;
- costume da Peter Parker con una felpa marrone;
- Arachnoman, uguale a quello da wrestling, ma verde e giallo, con due grossi occhi simili a bolle verdi;
- simbionte, che è nero e bianco.

## Accoglienza
| Testata                          | Versione | Giudizio |
| -------------------------------- | -------- | -------- |
| Metacritic (media al 30-01-2020) | DS       | 78/100   |
| Metacritic (media al 30-01-2020) | GBA      | 62/100   |
| Metacritic (media al 30-01-2020) | GC       | 76/100   |
| Metacritic (media al 30-01-2020) | PC       | 75/100   |
| Metacritic (media al 30-01-2020) | PS2      | 74/100   |
| Metacritic (media al 30-01-2020) | Xbox     | 77/100   |
| Edge                             | -        | 5/10     |
| Eurogamer                        | PS2      | 6/10     |
| Game Informer                    | -        | 8/10     |
| GamePro                          | -        | 4/5      |
| Game Revolution                  | -        | C        |
| GameSpot                         | -        | 7,1/10   |
| GameSpot                         | PC       | 7/10     |
| GameSpy                          | -        |          |
| GameSpy                          | PC       | 3,5/5    |
| GameTrailers                     | -        | 8,9/10   |
| GameZone                         | PS2      | 84,/10   |
| GameZone                         | DS       | 8.3/10   |
| GameZone                         | GC       | 8/10     |
| GameZone                         | PC       | 7.8/10   |
| GameZone                         | Xbox     | 7.4/10   |
| IGN                              | -        | 8,4/10   |
| IGN                              | PS2      | 8.3/10   |
| IGN                              | DS       | 8/10     |
| Nintendo Power                   | GC       | 9/10     |
| Nintendo Power                   | DS       | 6.5/10   |
| Nintendo Power                   | GBA      | 6/10     |
| OXM                              | Xbox     | 6.4/10   |
| Official PlayStation Magazine    | PS2      | 3,5/5    |
| PC Gamer (US)                    | PC       | 81%      |
| CiN Weekly                       | -        | 88/100   |
| The Sydney Morning Herald        | -        | 3,5/5    |

Ultimate Spider-Man ha ricevuto un'accoglienza generalmente positiva in merito alle recensioni aggregate su Metacritic.
CiN Weekly lo ha votato 88 su 100, dichiarando: "Il vero problema... è che i boss possono essere estremamente frustranti da battere, richiedendo numerose rigiocate e ripetizioni estenuanti di attacchi complicati." The New York Times ha espresso un parere positivo, dichiarando che il gioco è "molto divertente, e l'aggiunta di Nemesis crea numerose nuove situazioni, ma alla fine non vi è molta varietà: combatti gareggi, girovaghi per la città e ripeti tutto daccapo." The Sydney Morning Herald ha dato tre stelle e mezzo su cinque al gioco, dichiarando: "il combattimento contro gli sgherri senza cervello possono essere ripetitivi, ma lo stesso non si può dire per le missioni."

## Edizione limitata
Il gioco presenta un'edizione limitata in esclusiva per PlayStation 2, che contiene quattro biografie dei personaggi (Ultimate Spider-Man, Ultimate Venom, Ultimate Carnage e Ultimate Beetle), un'intervista a Stan Lee, uno speciale di G4 intitolato "Making of Ultimate Spider-Man", consigli e trucchi per gli sviluppatori e un'edizione speciale (chiamata anche "Activision Edition") del fumetto Ultimate Spider-Man contenente scene dei numeri #33-39. Una delle arti concettuali dell'edizione speciale mostra cosa è successo quando Beetle si è infilato nell'ambasciata Latveriana mentre presentava la fiala dell'Uomo Sabbia al Dottor Destino in una trama per sviluppare i super soldati della Latveria.
La versione in edizione limitata è disponibile in una valigetta diversa, con i lati olografici viola e rosso (rispettivamente con il simbolo del Venom e quello dell'Uomo Ragno). La custodia viene fornita anche con un manicotto di cartone con l'immagine di Venom. La stessa superficie del DVD ha una nuova immagine: viola al posto del rosso, ancora una volta con Venom. Il manuale d'istruzioni corrisponde a questa tendenza, con la copertina rappresentante una scena di lotta tra i due. Le funzioni dell'edizione limitata sono accessibili da un nuovo menu intitolato "Edizione limitata" tramite la schermata Sbloccabili.